# گیپور

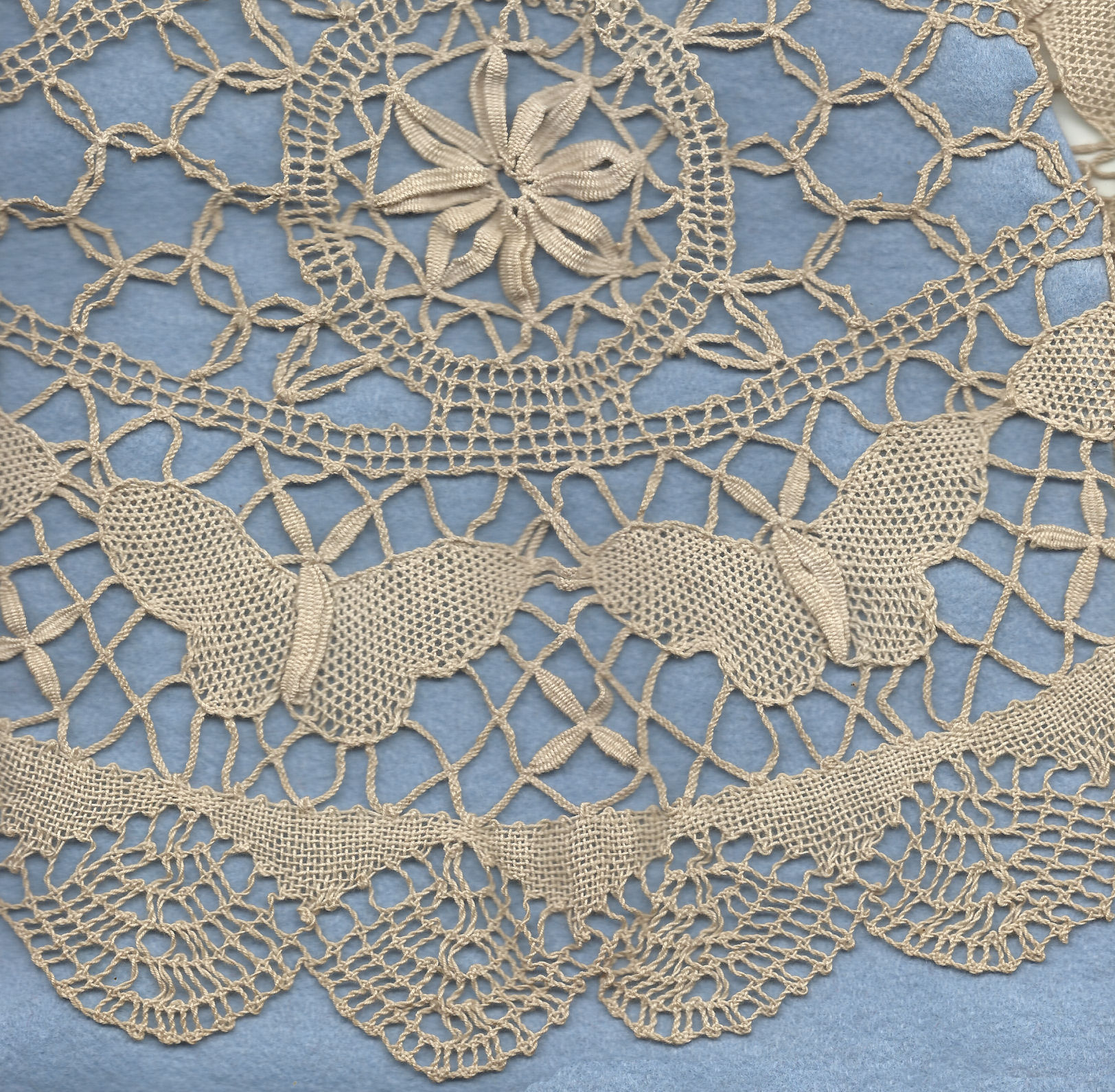
نمونه‌ای از گیپور

گیپور یک پارچه توری مانند با طرح‌های مختلف بوده و از جمله پارچه‌های مورد استفاده از صنعت مد و لباس می‌باشد. از این پارچه بیشتر برای دوخت‌های مجلسی استفاده می‌گردد. گیپور یک کلمه با ریشه فرانسوی بوده و اولین پارچه گیپور نیز توسط کشور فرانسه تولید شده‌است. اما گسترش دهنده این پارچه در صنعت نساجی، کشور انگلستان بوده‌است. در بافت این پارچه از الیاف‌های ابریشم مصنوعی، پنبه و نخ استفاده می‌شود.